# Establo Tatsunami

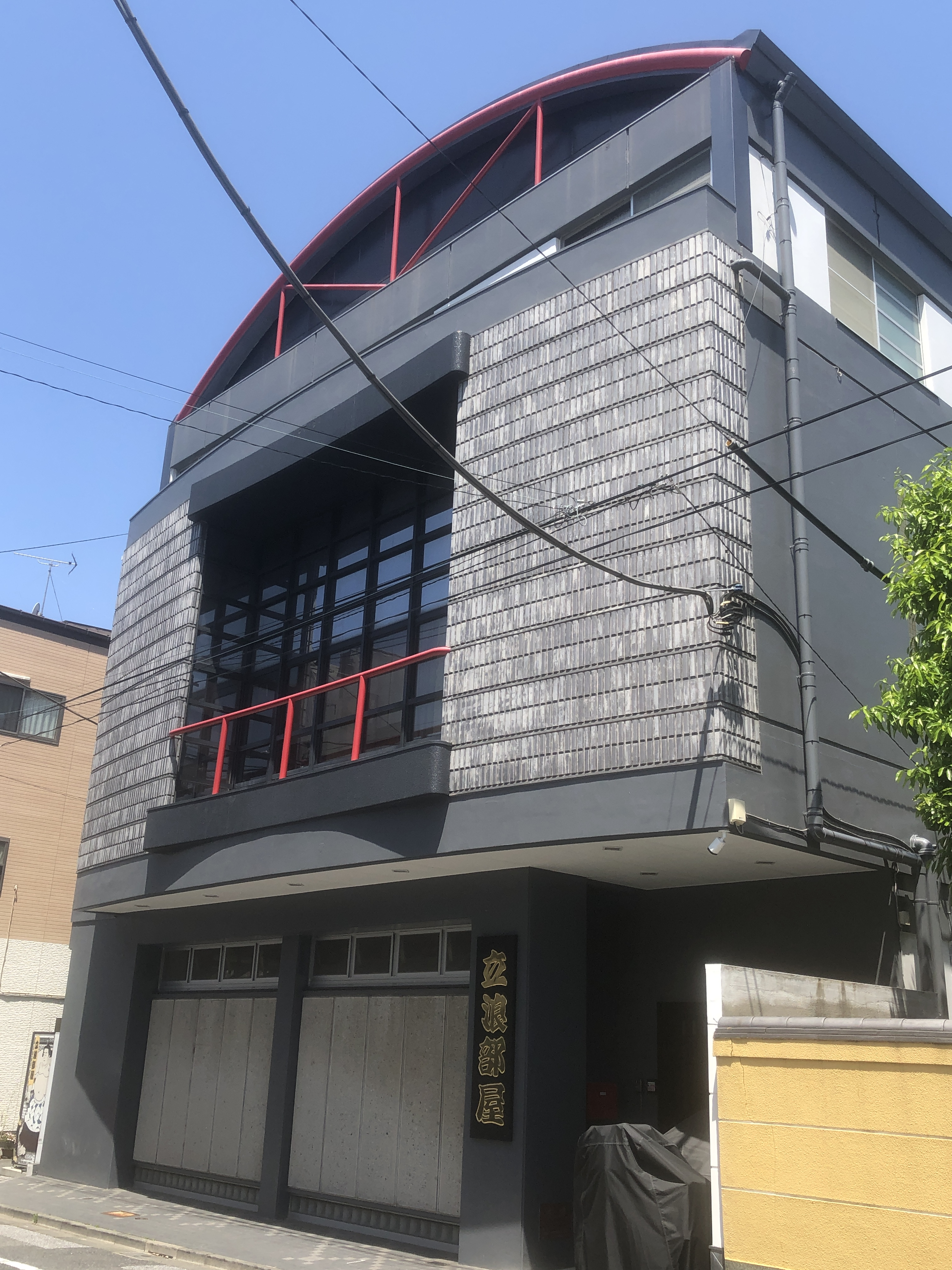
Fachada exterior del Establo Tatsunami

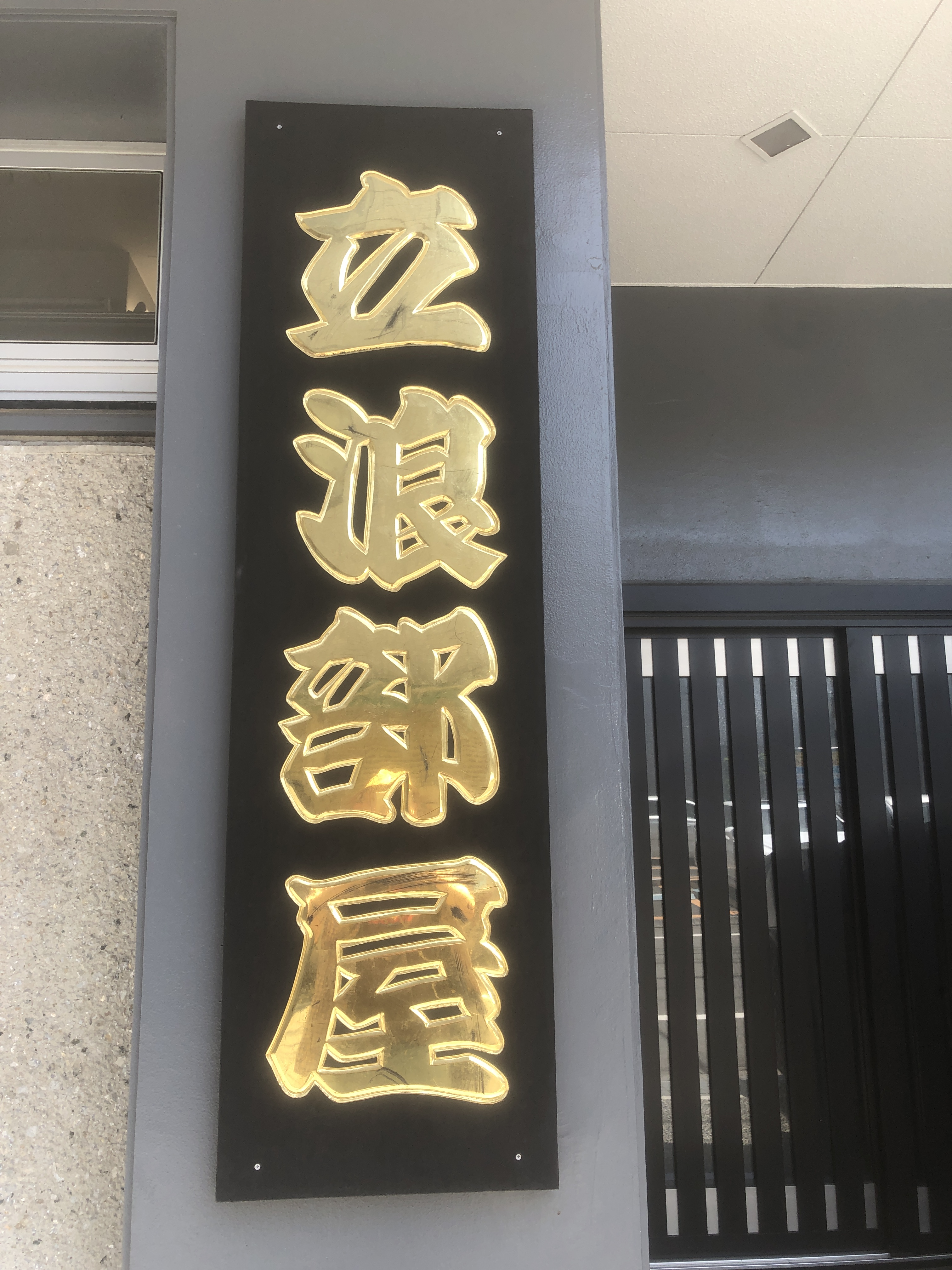
Placa de madera con el nombre del Establo Tatsunami

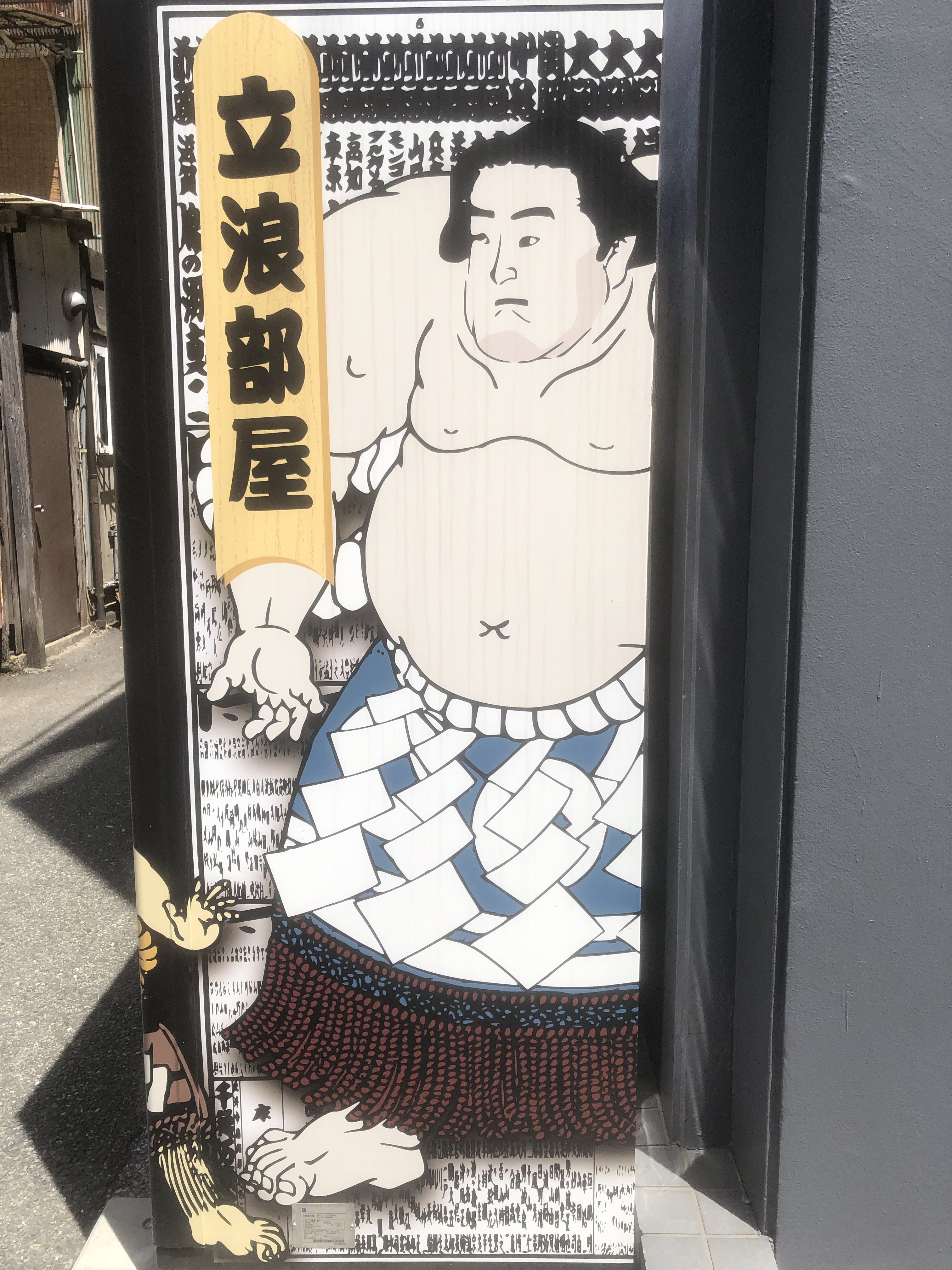
Máquina expendedora al lado del Establo Tatsunami

El Establo Tatsunami (立浪部屋, Tatsunami-beya) es un establo de entrenamiento de sumo profesional. El recinto formó parte del antiguo ichimon Tatsunami del cual además fue líder. Para enero de 2023, el establo poseía un total de 20 luchadores. Anteriormente, el establo estuvo ubicado en el distrito de Ryōgoku de la ciudad de Tokio, tierra natal del sumo, y relativamente cerca de la Arena Kokugikan. En 2020, el establo fue mudado brevemente a la prefectura de Ibaraki, y junto al establo Shikihide, fue uno de los más alejados del distrito de Ryōgoku. En abril de 2021, el establo anunció que se mudarían al barrio especial de Taitō para ocupar las antiguas instalaciones del establo Tokiwayama. Actualmente se encuentra ubicado en esta edificación la cual cuenta con un dohyō de práctica en la planta baja.

## Historia
El establo Tatsunami es uno de los más prestigiosos en el sumo profesional. Fue fundado en 1876 por el exluchador Onigazaki, no obstante, la actual generación de Tatsunami se remonta al año 1915. En los años 1930, bajo el liderazgo del ex komusubi Midorishima (1878-1952), el establo produjo al trigésimo quinto (35°) yokozuna Futabayama, al trigésimo sexto (36°) yokozuna Haguroyama, y al ōzeki Nayoroiwa, poniendo fin al largo dominio del establo Dewanoumi en el sumo. Futabayama se independizó del establo para fundar el suyo propio en 1941. Haguroyama contrajo nupcias con la hija del anterior maestro del establo, asumiendo luego el control como nuevo maestro en diciembre de 1952 mientras todavía era yokozuna activo. Haguroyama produjo a varios luchadores fuertes, incluyendo al ōzeki Wakahaguro y al sekiwake Annenyama. Annenyama luego contrajo nupcias con la hija de Haguroyama y asumió el liderazgo del establo tras la muerte de su suegro en 1969.
Annenyama produjo al ōzeki Asahikuni en los años 70, y al sekiwake Kurohimeyama. Asahikuni se retiró en 1979 y se independizó de Tatsunami para fundar el establo Ōshima en 1980, muy a pesar de la oposición de su maestro. Para inicios de los años 80, la fuerza del establo había declinado, quedando sin ningún sekitori hasta que Kitao fue promovido a la división jūryō en 1984. En 1986, Kitao se convirtió en el sexagésimo (60°) yokozuna Futahaguro y el primero en ser producido por el ichimon Tatsunami en décadas, sin embargo, para finales de 1987, Anneneyama y Futahaguro tuvieron una fuerte discusión la cual culminó con el yokozuna golpeando al presidente del club de patrocinadores del establo y empujando a la esposa de su maestro mientras se retiraba del recinto. Como consecuencia, la Asociación Japonesa de Sumo forzó a Futahaguro a retirarse.
A principios de los años 90, el establo produjo a varios luchadores de alto rango como al komusubi Daishōhō y al maegashira Daishōyama, ambos campeones de sumo amateur de la Universidad Nihon. Asahiyutaka, perteneciente al establo Ōshima, contrajo nupcias con la hija de Annenyama en 1995, convirtiéndose eventualmente en el nuevo maestro del establo Tatsunami después de que Annenyama alcanzase la edad de retiro obligatoria a los 65 años en 1999. Sin embargo, estos tuvieron una pelea, tras lo cual Asahiyutaka decidió divorciarse. Annenyama demandó a Asahiyutaka por ¥175 millones de yenes debido a que este último había obtenido la posición Tatsunami gratis en vez de pagar el valor del mercado, aunque la demanda fue luego revertida. Annenyama también intentó desalojar a Asahiyutaka de las instalaciones del establo.
En abril de 2011, el último sekitori del establo en aquel entonces, el mongol Mōkonami, fue forzado a retirarse tras haber sido hallado culpable de participar en arreglos de combates. Tatsunami permaneció cinco años y medio sin ningún luchador de alto rango hasta que Meisei fue finalmente promovido a la división jūryō tras el torneo de septiembre de 2016. Meisei alcanzó la división makuuchi en julio de 2018. Otro miembro destacado del establo es Hanakaze, el cual posee la distinción de tener la carrera más larga en el sumo profesional en siglos de historia, habiendo comenzando en 1986, un año antes que su actual maestro.
El éxito del establo se veía reflejado en su estatus durante la posguerra como líder de su propio ichimon o clan de establos, el cual solía llamarse el ichimon Tatsunami-Isegahama hasta 2006, pasándose a llamar luego como el ichimon Tatsunami (reflejando el declive del antiguo establo Isegahama bajo el liderazgo del ex ōzeki Kiyokuni). Sin embargo, en 2012, debido al voto del maestro en contra de la voluntad del ichimon en las elecciones del gabinete de directores de la Asociación Japonesa de Sumo, el establo Tatsunami fue incorporado dentro del ichimon Takanohana. El ichimon Tatsunami fue entonces renombrado como el ichimon Isegahama en enero de 2013. El establo Tatsunami se volvió independiente en 2018, sin embargo, después de que la asociación decretase la incorporación de todos los establos a uno de los cinco ichimon, Tatsunami se alineó con el ichimon Dewanoumi.
El recluta extranjero del establo es Hōshōryū, sobrino del ex yokozuna mongol Asashōryū, y el cual se incorporó al establo en noviembre de 2017, realizando su debut en el torneo de enero de 2018. Hōshōryū obtuvo el estatus de sekitori en noviembre de 2019 y alcanzó la división makuuchi en septiembre de 2020. Este fue promovido al rango de komusubi en marzo de 2022, elevado a sekiwake en septiembre de 2022, y promovido al ōzeki tras conseguir su primer campeonato en julio de 2023. Hōshōryū fue promovido a yokozuna en enero de 2025. En noviembre de 2020, Akua se convirtió en el quinto luchador del establo Tatsunami en alcanzar la división makuuchi bajo liderazgo del actual maestro, siguiendo a Ōhinode, Mōkonami, Meisei y Hōshōryū.
En julio de 2021, Meisei se convirtió en el primer luchador del establo en alcanzar el rango de komusubi desde Tomonohana en 1994, y para el torneo de septiembre de 2021, este se convirtió en su primer sekiwake desde Kitao en 1985.
En febrero de 2024, dos luchadores del establo recibieron una carta de agradecimiento de parte del Departamento de Bomberos de Tokio por haber proporcionado primeros auxilios a un hombre de 87 años el cual se estaba ahogando tras sufrir un ataque cardíaco en los baños públicos.

## Nombres de ring
Varios luchadores de este establo han adoptado nombres de ring o shikona con el sufijo "-nami" (浪), extraído del nombre del establo y del maestro asociado al mismo, Tatsunami. Ejemplos incluyen a Kokuryūnami y Taranami.

## Dueños
- 1999–presente: El séptimo (7°) Tatsunami (iin, ex komusubi Asahiyutaka)
- 1969–1999: El sexto (6°) Tatsunami (ex sekiwake Annenyama)
- 1952–1969: El quinto (5°) Tatsunami (el trigésimo sexto (36°) yokozuna Haguroyama)
- 1915–1952: El cuarto (4°) Tatsunami (ex komusubi Midorishima)

## Luchadores activos destacados
- Hōshōryū (el septuagésimo cuarto (74°) yokozuna)
- Meisei (mejor rango: sekiwake)
- Akua (mejor rango: maegashira)
- Kiryūkō[ja] (mejor rango: jūryō)

## Exmiembros destacados
- Futabayama (el trigésimo quinto (35°) yokozuna)
- Haguroyama (el trigésimo sexto (36°) yokozuna)
- Futahaguro (el sexagésimo (60°) yokozuna)
- Nayoroiwa (ex ōzeki)
- Wakahaguro (ex ōzeki)
- Asahikuni (ex ōzeki)
- Annenyama (ex sekiwake)
- Kitanonada (ex sekiwake)
- Tokitsuyama (ex sekiwake)
- Kurohimeyama (ex sekiwake)
- Mōkonami (ex maegashira)
- Midorimine (ex makushita)
- Hanakaze (ex sandanme)
- El trigésimo quinto (35°) Kimura Shōnosuke (de nombre real: Jun'ichi Uchida, ex tate-gyōji)

## Gyōji
- Kimura Toyohiko (sandanme gyōji, de nombre real: Taku Hasuma)

## Yobidashi
- Yūto (sandanme yobidashi, de nombre real: Yūto Kawashima)

## Tokoyama
- Tokotatsu (tokoyama de primera clase)
- Tokokei (tokoyama de quinta clase)

## Ubicación y acceso
1 Chome-16-5 Hashiba, ciudad de Taito, Tokyo 111-0023.